# Charles Mayol
Pour les articles homonymes, voir Mayol.
Charles Mayol est un éditeur français né le  21 septembre 1863 à Toulon et mort 16 mars 1910 à Paris.

## Biographie
Frère aîné du chanteur Félix Mayol, Charles-Félix-Eustache Mayol est le fondateur des éditions Mayol, initialement dévolues aux chansons de l'artiste et à celles interprétées par les artistes du Concert Mayol, salle de spectacle que Félix Mayol a rachetée en 1909. Charles Mayol demande son adhésion à la SACEM le 18 septembre 1908.
Les adresses successives de la maison d'édition sont :
1. 4, rue Martel, Paris Xe
2. 18, rue du Faubourg-Saint-Martin, Paris Xe